# Gaswerk Wienerberg
Das Gaswerk Wienerberg im 10. Wiener Gemeindebezirk Favoriten war das letzte privat geführte Gaswerk in Wien. Seit dem 1. Jänner 1912 versorgte es nur noch Gemeinden südlich von Wien.

## Geschichte
Das Gaswerk Wienerberg wurde von der 1872 gegründeten Wiener Gasindustrie-Aktiengesellschaft zwischen 1882 und 1884 auf einem Areal an der Kreuzung Wienerbergstraße-Eibesbrunnergasse errichtet. 1854 kam es zur Fusion der Österreichischen Gasbeleuchtungs-Aktiengesellschaft mit ihrem Gaudenzdorfer Gaswerk und der Wiener Gasindustrie-Aktiengesellschaft.
Während die englische Imperial-Continental-Gas-Association nach dem Auslaufen des Beleuchtungsvertrages zwischen ihr und der Stadt Wien am 31. Dezember 1911 ihre letzten in Wien betriebenen Gaswerke schloss, führte die Österreichische Gasbeleuchtungs-Aktiengesellschaft das Gaswerk Wienerberg weiter, durfte aber nur noch Kunden außerhalb der Stadtgrenze beliefern.
Am 1. Jänner 1940 wurde die Österreichische Gasbeleuchtungs-Aktiengesellschaft und damit ihre Gaswerke Wienerberg, Wiener Neudorf und Traiskirchen von der Stadt Wien übernommen. Wann die Stilllegung erfolgte, ist nicht bekannt, allerdings wurden in der Nachkriegszeit wegen der Wohnungsnot in den Verwaltungsgebäuden der stillgelegten Gaswerke Wienerberg und Mödling Wohnungen für Gaswerksbedienstete eingerichtet.

## Technik
1903 verfügte das Gaswerk Wienerberg über 14 Öfen mit je 9 Retorten, von denen vier nach dem System Liegl und die restlichen 10 nach dem System München-Stettin erbaut worden waren. Als Gasspeicher fungierten drei Gasometer. In diesem Jahr wurden etwa 140 Arbeiter beschäftigt.

## Versorgungsgebiet
Gemeinsam mit dem Gaudenzdorfer Gaswerk wurden 1903 die Bezirke Meidling, Penzing, Rudolfsheim-Fünfhaus zur Gänze und Teile der Bezirke Favoriten, Hietzing und Ottakring beliefert.
Nur vom Gaswerk Wienerberg versorgt wurden die südlich von Wien gelegenen Gemeinden Atzgersdorf, Liesing, Mauer, Perchtoldsdorf, Rodaun, Kalksburg, Siebenhirten und Vösendorf.

## Nachnutzung
Am 28. November 1960 wurde der Gasometer Wienerberg mit einem Fassungsvermögen von 300.000 Kubikmetern Gas eröffnet. Nach der erfolgten Umstellung der Wiener Gasversorgung auf Erdgas wurde er im Jahr 1987 abgerissen.